# Camel (sigarettenmerk)

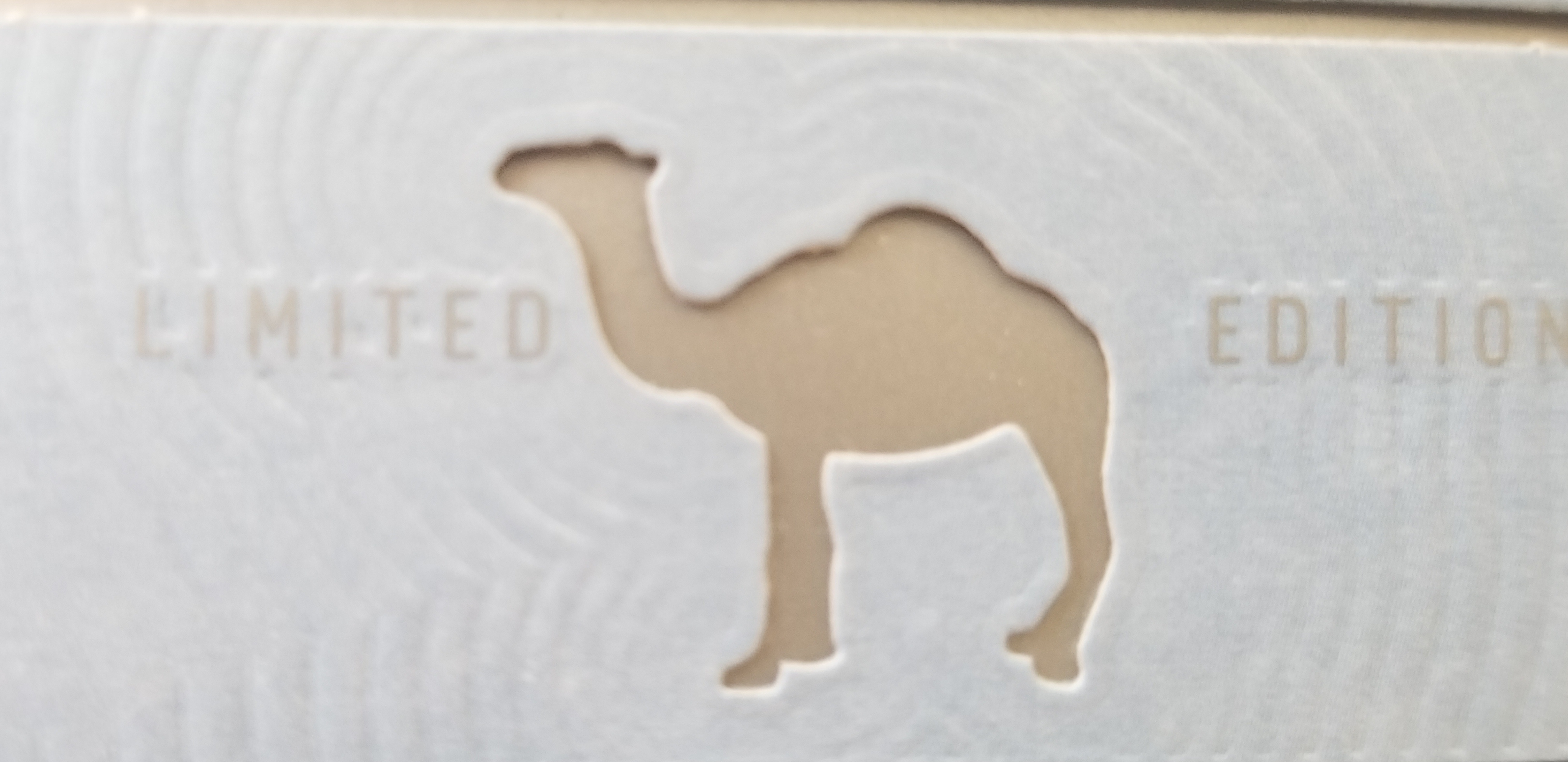
Camel limited edition additive free

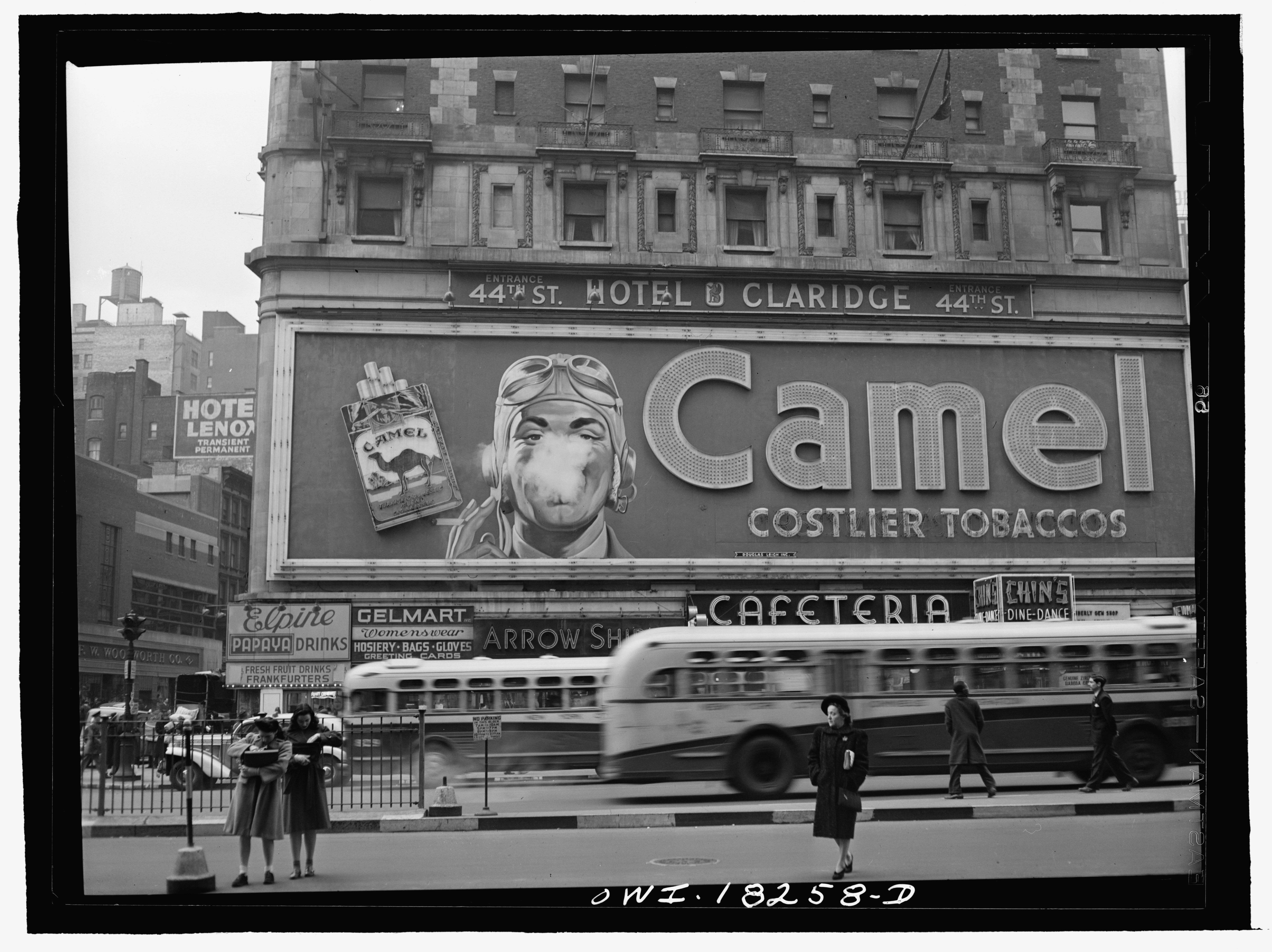
Camel-reclame (1943)

Camel is een sigarettenmerk in de Verenigde Staten dat door het bedrijf R.J. Reynolds Tobacco in 1913 op de markt werd gebracht. Sinds ca. 1992 behoort Camel, buiten Amerika, toe aan het bedrijf Japan Tobacco.
Camel staat bekend om het feit dat het als een van de weinige sigarettenmerken een mengsel van zowel Turkse als Amerikaanse tabakken bevat. Net als vele andere sigarettenfabrikanten begon Camel eerst met het maken van sigaretten zonder filter. Na ca. 1970 bracht Camel meerdere varianten uit (lights, 100s enz.).

## Kameel of dromedaris?
Verwarring over de naam van het dier op het plaatje kan ontstaan doordat in het Nederlands, anders dan in het Engels, in het spraakgebruik een strikt onderscheid wordt gemaakt tussen de eenbultige en de tweebultige soort. In het Nederlands heeft een dromedaris één bult en een kameel twee bulten. In de Engelse taal kunnen beide een camel worden genoemd.